# Komo (département)
Pour les articles homonymes, voir Komo.
Le Komo est un département de la province de l'Estuaire, qui se trouve dans l'ouest du Gabon et doit son nom au fleuve Komo. Son chef-lieu est la ville de Kango. On l’appelle parfois Komo-Kango pour le distinguer du département du Komo-Mondah.

## Divisions administratives
- Commune de Kango
- Canton de Bokoué
- Canton de Engong
- Canton de Komo